# ارنی ترل
ارنی ترل (انگلیسی: Ernie Terrell; ۴ آوریل ۱۹۳۹ – ۱۶ دسامبر ۲۰۱۴) بوکسور اهل ایالات متحده آمریکا بود.